# Amphibious Combat Vehicle
Amphibious Combat Vehicle (ACV) je program vývoje obojživelného vozidla pro námořní pěchotu Spojených států amerických. Vozidla AVC mají ve službě nahradit zastarávající obojživelná vozidla Assault Amphibious Vehicle (AAV). Při operacích na souši budou na rozdíl od AAV schopny držet krok s tanky M1 Abrams. Program je rozdělen do několika fází, v rámci kterých mají být schopnosti vozidla postupně zdokonalovány. Námořní pěchota plánuje zakoupení 204 vozidel tohoto typu.

## Vývoj

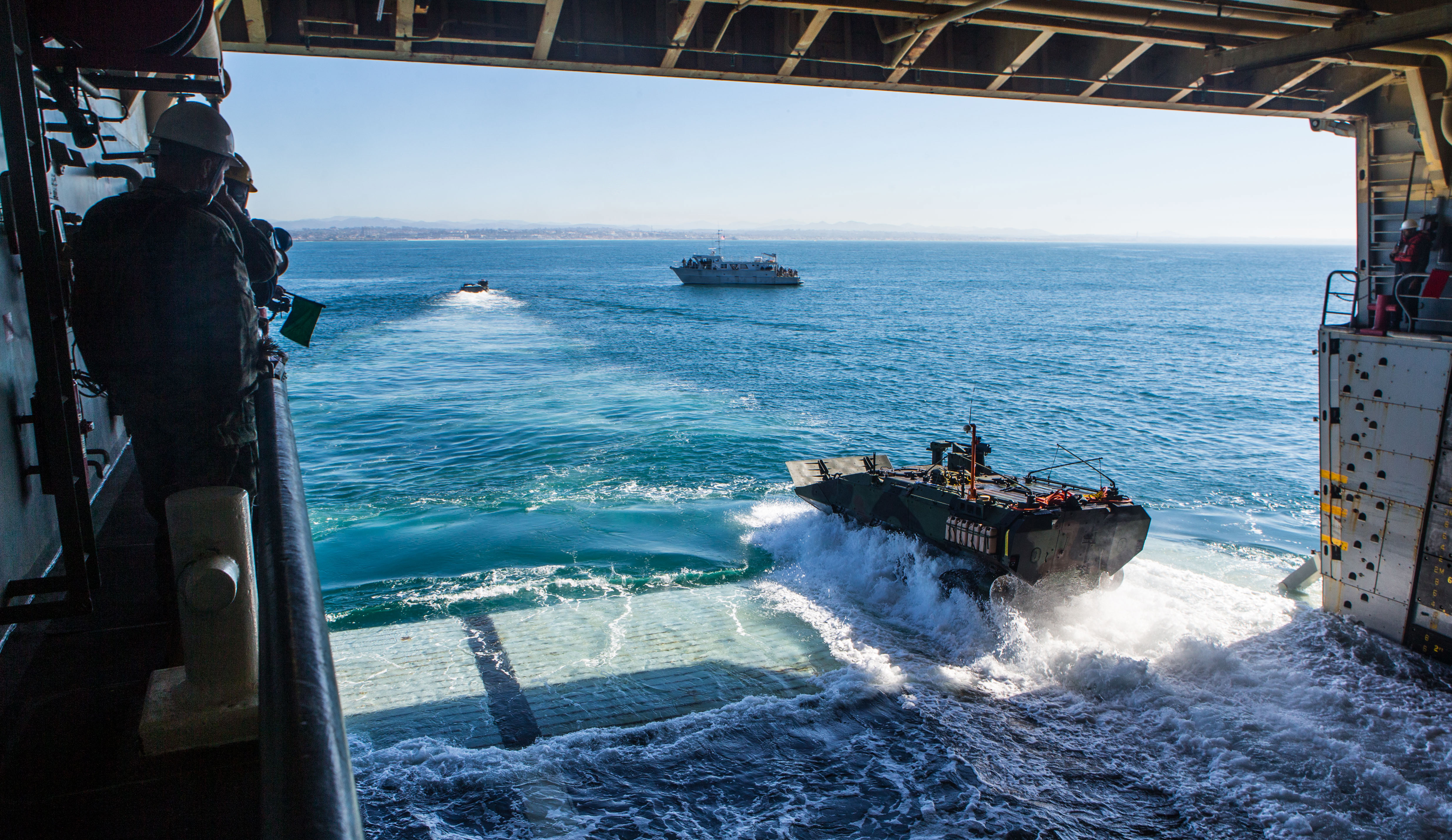
ACV opouští dok výsadkové lodě

Vývoj nástupce obojživelných vozidel AAV probíhal od 80. let 20. století v rámci ambiciozního programu Expeditionary Fighting Vehicle, který však byl roku 2011 zrušen z rozpočtových důvodů. Přednost dostala modernizace typu AAV a vývoj kolového transportéru Marine Personnel Carrier, který se přetransformoval v obrněné obojivelné transportéry Amphibious Combat Vehicle. Svá vozidla do programu nabídly společnosti Lockheed Martin, BAE Systems, General Dynamics Land Systems, Science Applications International Corporation (SAIC) a Advanced Defense Vehicle Systems.
V listopadu 2015 byly do užšího výběru vybrány BAE Systems (společně s italskou IVECO Defence Vehicles) a SAIC, které následně dodaly 16 prototypů pro porovnávací zkoušky. Zkoušky proběhly v letech 2017–2018. V červnu 2018 bylo vítězem prohlášeno vozidlo od BAE Systems, které je derivátem italského vozidla IVECO SuperAV. Ta zároveň získala zakázku na prvních 30 vozidel ACV 1.1 z malosériové výroby. Základní varianta vozidla je určena pro přepravu námořní pěchoty. V červnu 2019 BAE získala zakázku na vývoj velitelské verze vozidla a dále verze vyzbrojené 30mm kanónem. Pro ně byla vybrána věž Kongsberg MCT-30.
Vozidla ACV jako první převzala 4. listopadu 2020 americká 1. divize námořní pěchoty. Počátečních operačních schopností vozidlo dosáhlo 13. listopadu 2020. V prosinci 2020 byla zadána zakázka na prvních 36 sériových vozidel ACV 1.1. V březnu 2023 byl objednán třetí slot sériové výroby, zahrnující 25 transportérů ACV-P a více než patnáct velitelských vozidel ACV-C.

## Konstrukce

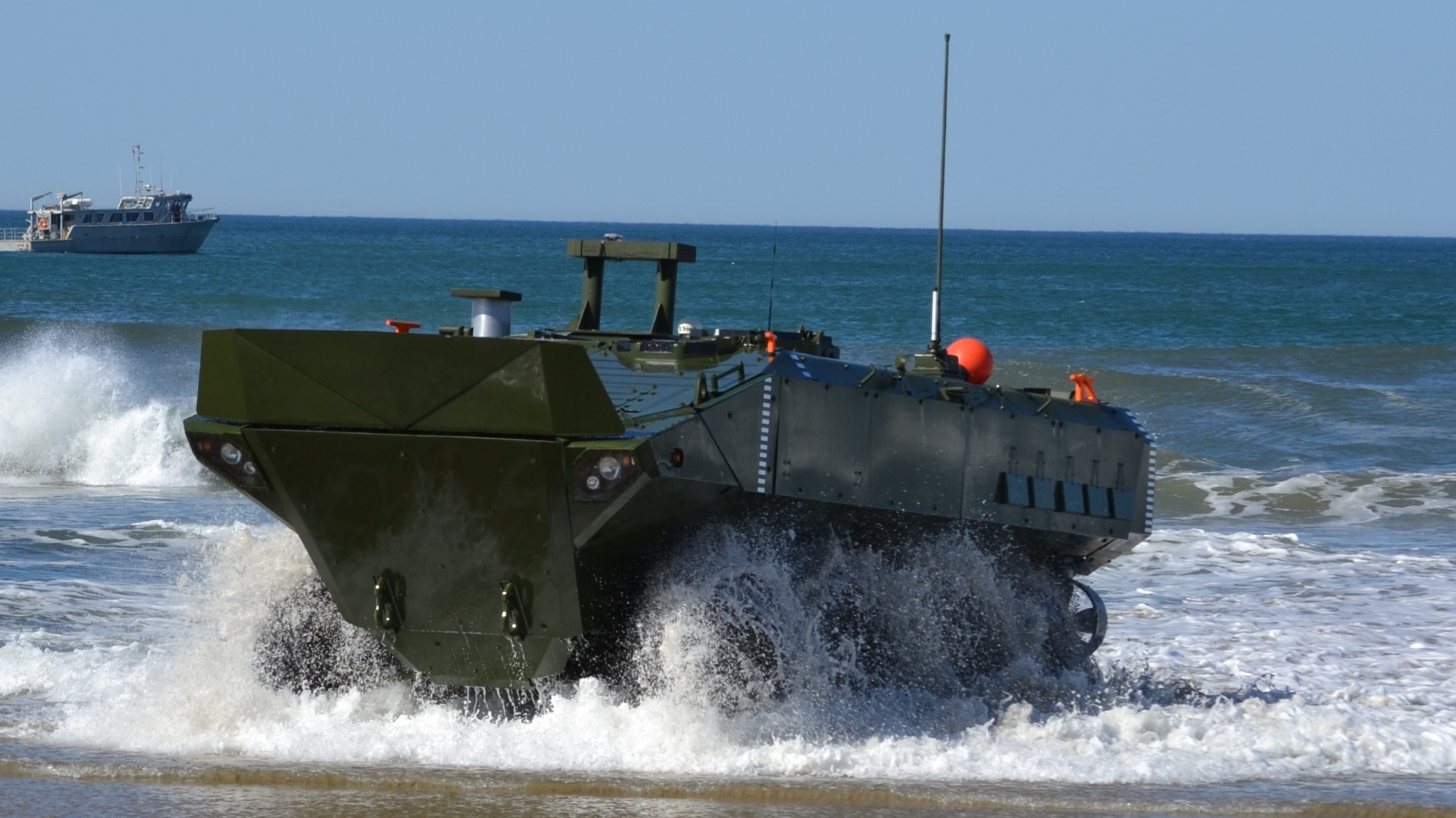
ACV při vjezdu na pláž

ACV je osmikolové obrněné vozidlo se znakem náprav 8x8. Vozidlo má modulární konstrukci umožňující budoucí modernizace. Pro zvýšení odolnosti je spodní část kotby tvarována do V. Má tříčlennou posádku (velitel, řidič, střelec) a může přepravit výsadek tvořený až 13 vojáky. Základní výzbrojí ACV přitom je dálkově ovládaná zbraňová stanice CROWS II s jedním 12,7mm kulometem M2HB, nebo 40mm granátometem Mk.19. Pohání jej šestiválec o výkonu 690 hp. Na zpevněné cestě vozidla dosahují rychlosti 89 km/h a dojezdu 523 km.

## Varianty
Americká námořní pěchota plánuje pořízení čtyř variant vozidla ACV:
- ACV-P (Personnel) – Obrněný transportér pro přepravu pěchoty
- ACV-30 – Obrněný transportér vyzbrojený 30mm kanónem
- ACV-C (Command) – Velitelské vozidlo
- ACV-R (Revocery) – Vyprošťovací vozidlo